# Birthana saturata
Birthana saturata är en fjärilsart som beskrevs av Walker 1864. Birthana saturata ingår i släktet Birthana och familjen Immidae. Inga underarter finns listade i Catalogue of Life.